# James Boswell
Pour les articles homonymes, voir Boswell.
James Boswell, né le 29 octobre 1740 à Édimbourg et mort le 19 mai 1795 à Fitzrovia, est un écrivain et avocat écossais.

## Biographie
Fils de Lord Alexander Boswell, dépressif, Boswell est connu pour sa monumentale biographie de Samuel Johnson, La Vie de Samuel Johnson (The Life of Samuel Johnson), publiée en 1791, considérée comme l’un des chefs-d’œuvre de la littérature anglaise du XVIIIe siècle,, pour ses récits de voyages et pour son engagement en faveur des Corses.
Inscrit, à l’âge de treize ans, à l’université d’Édimbourg, il y a étudié les arts, de 1753 à 1758, avant d’être envoyé poursuivre ses études, à l’âge de dix-neuf ans, à l’université de Glasgow, où il fut l’élève du philosophe écossais Adam Smith. Voyant qu'il avait décidé de se convertir au catholicisme et de devenir moine, son père lui ordonna de rentrer. Au lieu d’obéir, il s’enfuit à Londres, où il vécut trois mois en libertin, avant d’être ramené en Écosse par son père. À son retour, réinscrit à Édimbourg, son père l’a obligé à renoncer à la majeure partie de son héritage en échange d’une allocation de 100 £ par an. Ayant réussi son oral de droit, le 30 juillet 1762, son père décida d’augmenter son allocation à 200 £ annuelles et de lui permettre de retourner à Londres. C’est à cette époque qu’il rédige son London Journal et qu’il rencontre pour la première fois, l’écrivain Samuel Johnson, le 16 mai 1763. Tous deux devinrent presque immédiatement amis, même si, pour Boswell, Johnson,  qui avait fini par le surnommer « Bozzy », était plus une figure parentale.
En 1768, il entreprend un voyage à travers l’Europe où il rencontre notamment Voltaire et Jean-Jacques Rousseau. Sur la recommandation de ce dernier, il se rend en Corse à la rencontre de l’éminent général en chef de la Nation corse Pasquale Paoli, avec lequel il se lie d’amitié. Admirant sa tentative d’organisation d’un État démocratique dans l’île et sa volonté de s’affranchir de toute tutelle étrangère, il se fait l'ambassadeur de la cause corse auprès de l’Europe des Lumières et publie lors de son retour en Angleterre un best-seller traduit dans de nombreuses langues en Europe : le célèbre Account of Corsica (Compte rendu sur la Corse), The Journal of a Tour to that Island and Memoirs of Pascal Paoli (1768).
James Boswell a tenu un journal personnel lors de son deuxième passage à Londres à l’âge de 22 ans. Ce journal, qui décrit la vie londonienne du jeune Boswell sur une période allant du 15 novembre 1762 au 3 août 1763, avait été oublié. Retrouvé en Irlande en 1920, il a paru pour la première fois en 1950. On y voit un écrivain disposé à exprimer ce que les autres auteurs de l’époque réprimaient.
Initié à la franc-maçonnerie, le 14 août 1759, il est devenu, en 1773, maitre de sa loge et grand gardien principal de la Grande Loge d’Écosse. De 1776 à 1777, il fut le grand maître adjoint de cette grande loge,. Initialement abolitionniste, il serait ensuite devenu hostile à cette cause. Grand amateur de prostituées, il a contracté, à au moins dix-sept reprises, une maladie vénérienne, bien qu’il se soit, à l’occasion, protégé à l’aide d’un préservatif.
En 1792, il défend Mary Bryant, bagnarde anglaise qui a effectué un retour périlleux d'Australie, et obtient sa grâce.
Le terme de Boswell est passé dans la langue anglaise, sous la forme de Boswell, Boswellian, Boswellism pour décrire un compagnon fidèle et observateur qui prend des notes, rédige ou enregistre ses observations. Dans Un scandale en Bohême de Sir Arthur Conan Doyle, Sherlock Holmes dit affectueusement du Docteur Watson, narrateur de leurs aventures : « I am lost without my Boswell,. »

## Publications

Account of Corsica, 1768.